# Сейшелы на Олимпийских играх
Сейшелы принимали участие в 9 летних Олимпийских играх, начиная с 1980 года. В зимних Играх не участвовали. Спортсмены этой страны никогда не завоёвывали олимпийских медалей. Национальным олимпийским комитетом Сейшельских островов является Ассоциация Олимпийских игр и игр Содружества Сейшел, которая была создана в 1979 году и признана МОК в том же году.

## См.также
- Список знаменосцев Сейшел на Олимпийских играх
- Сейшелы на Паралимпийских играх
- Сейшелы на Сурдлимпийских играх
- Сейшелы на Универсиадах
- Сейшелы на юношеских Олимпийских играх
- Сейшелы на Играх Содружества